# シンカフェ
シンカフェ（Sinhcafe）は、ベトナムにある旅行会社。1993年設立。ベトナムで最初の旅行代理店の一つ。本店はホーチミン市のデタム通りにある。同業者にキムカフェがある。ベトナム各地に支店があり、各支店からバスツアーが運行されている。またベトナム国内の長距離バスチケットやプノンペン行きの長距離バス、ベトナム・カンボジア査証等の手配も行っている。
なお、市内には勝手に「シン　カフェ　トラベル」を名乗る業者が多数あるため注意が必要である。

## 店舗
- ベトナム
  - ホーチミン市本店
  - ハノイ
  - フエ
  - ダナン
  - ホイアン
  - ニャチャン
  - ダラット
  - ムイネ
- カンボジア
  - プノンペン
  - シェムリアップ

## ツアー

### ホーチミン発
- メコン・デルタ方面
  - ミトー　日帰り
  - カントー　1泊2日
- クチの地下道 日帰り
- タイニン(カオダイ教寺院)　日帰り（クチ・トンネルとセット）
- ホーチミン市内1日観光　（統一会堂、チョロン地区、サイゴン大教会、戦争証跡博物館、ベンタイン市場など）

その他多数

### ハノイ発
- ハロン湾　日帰り、1泊2日
- ハノイ市内1日観光
- サパ

### フエ発
- フエ市内観光
- DMZ(DeMilitarized Zone)ツアー

### ホイアン発
- ミーソン聖域

### ニャチャン発
- シュノーケリングツアー

### ダラット発
- ダラット市内観光　（旧ダラット駅、クレイジーハウス、恋人の谷など）

### ムイネー発
- ファンティエット市内観光
- 砂丘ツアー

## バスチケット
- ホーチミン発プノンペン行き（モクバイ国境経由）